# RD-214

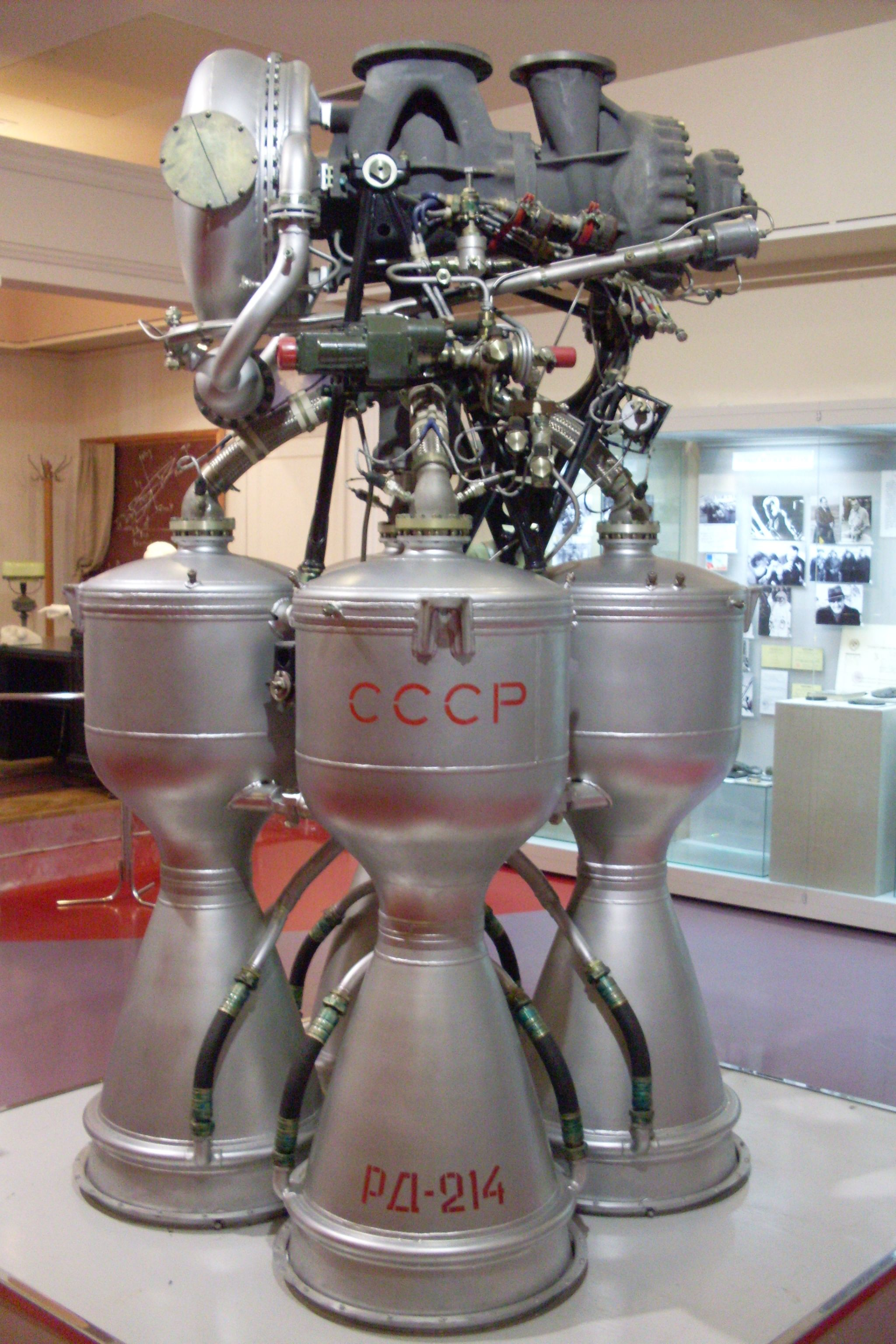
Um exemplar do motor RD-214 no museu de São Petersburgo

O RD-214 (GRAU Index 8D59) foi um motor de foguete de combustível líquido queimando AK-27I (uma mistura de 73% de ácido nítrico e 27% de N2O4 + iodo como passivante) e TM-185 (uma mistura de querosene com gasolina) num ciclo gerador de gás. Esse era o padrão da maioria dos motores baseados na V-2, onde uma única turbina era acionada pelo vapor gerado por decomposição catalítica de H2O2. Ele tinha quatro câmaras de combustão e o controle vetorial era obtido com aletas de material refratário presas ao bocal.
O RD-214 gera um empuxo de 730,2 kN, pressão na câmara de 4,36 MPa, Isp de 230 s, tempo de queima de 140 s, comprimento de 2,3 m, diâmetro de 1,4 m e peso vazio de 655 kg.

## Versões
- RD-211: GRAU Index 8D57. Versão original para o míssil R-12. Baseado no RD-100 (uma adaptação do motor da V-2.[4]
- RD-212: GRAU Index 8D41. Originalmente desenvolvida a partir do RD-211 para o projeto do míssil de cruzeiro Buran. Esse projeto foi cancelado em favor do RD-213 devido ao empuxo insuficiente.[5]
- RD-213: GRAU Index 8D13. Versão similar ao RD-214. Desenvolvida para o projeto do míssil de cruzeiro Buran. Foi cancelado junto com o cancelamento do projeto do míssil.[6]
- RD-214: GRAU Index 8D59. Versão original para o míssil R-12 (8K63).
- RD-214U: GRAU Index 8D59. Versão melhorada do motor. Foi usado no R-12U (8K63S) e no veículo lançador Kosmos-2 (11K63).[7]
- RD-214F: GRAU Index 11D45. Projeto para a versão inicial do Kosmos-2 (63S1).[8]